# ياكوب ماركوس
ياكوب ماركوس (بالسويدية: Jacob Marcus)‏ هو تاجر سويدي، ولد في 1749، وتوفي في 13 مارس 1819.